# والانگارا، کوئینزلند
والانگارا (به انگلیسی: Wallangarra) یک شهرک در استرالیا است که در کوئینزلند واقع شده‌است.